# Interstate 180 (Pennsylvania)
Die Interstate 180 (kurz I-180) ist ein Zubringer, der die Interstate 80 bei Milton mit den U.S. Highways 15 und 220 in Williamsport auf einer Länge von 46,43 Kilometer (28,85 Meilen) verbindet.
Sie ist für ihre gesamte Länge als Ost-West-Route ausgezeichnet, obwohl sie zur Hälfte in Nord-Süd-Richtung verläuft.

## Verlauf
Die Interstate 180 beginnt an einem Kreuz mit den U.S. Highways 15 und 220 im Süden von Williamsport, die zunächst beide die Trasse der I-180 nutzen. Die Interstate 180 verläuft parallel zum Susquehanna River in östlicher Richtung und im Osten von Williamsport verlässt der US 15 bereits wieder die Trasse in südlicher Richtung. Im Norden von Montoursville passiert sie den Williamsport Regional Airport und im Muncy Township verlässt auch der US 220 die Trasse. Die Interstate 180 führt anschließend ab Muncy in südlicher Richtung und endet nach 46 Kilometern nördlich von Milton an der Interstate 80.